# Ernest Thompson
Pour les articles homonymes, voir Thompson.
Ernest Thompson est un acteur, écrivain, scénariste et réalisateur américain né le 6 novembre 1949 à Bellows Falls, Vermont (États-Unis).

## Filmographie

### Comme acteur
- 1970 : Somerset (série télévisée) : Tony Cooper #2 (1972-1974)
- 1974 : F. Scott Fitzgerald and 'The Last of the Belles' (TV) : Earl Shoen
- 1974 : The Rimers of Eldritch (TV) : Walter
- 1974 : Sierra (série télévisée) : Ranger Matt Harper
- 1977 : Westside Medical (série télévisée) : Dr. Philip Parker
- 1983 : Star 80 : Phil Wass
- 1994 : Retour vers le passé (Take Me Home Again) (TV) : Cal
- 1995 : The West Side Waltz (TV)
- 1998 : Et plus si affinités (Next Stop Wonderland) : Nathan

### Comme scénariste
- 1981 : On Golden Pond
- 1988 : 1969
- 1988 : Sweet Hearts Dance

### Comme réalisateur
- 1988 : 1969
- 1995 : The West Side Waltz (TV)
- 2000 : Out of Time (TV)

## Récompenses
- Oscar 1982 de la meilleure adaptation pour La Maison du lac.